# World Games (videogioco)
World Games è un videogioco sportivo sviluppato dalla Epyx per Commodore 64 nel 1986. Conversioni per Apple IIGS, Amstrad CPC, ZX Spectrum, SEGA Master System e altri sistemi furono pubblicate successivamente. Il gioco si colloca sulla falsariga dei precedenti titoli pubblicati dalla Epyx su eventi sportivi multipli, come Summer Games e Winter Games, basandosi stavolta su giochi tradizionali di vari paesi del mondo.

## Modalità di gioco
Il gioco permette al giocatore di competere in tutti gli eventi sequenzialmente, scegliendo soltanto uno o alcuni eventi, o fare pratica su un evento.
Possono partecipare molti giocatori alternati, in più alcuni eventi sono scontri diretti giocabili da due giocatori contemporaneamente.
La visuale di gioco è sempre laterale, con prospettiva più o meno rialzata.
Gli eventi disponibili nel gioco possono variare leggermente a seconda della piattaforma, di solito sono:
- Weight lifting - Sollevamento pesi (Russia): basato su una serie di mosse da eseguire con il giusto tempismo.
- Barrel jumping - Salto delle botti (Germania): un pattinatore su ghiaccio deve saltare al di sopra di un numero variabile di botti di legno stese.
- Cliff diving - Tuffi dalla scogliera (Messico): il famoso tuffo di La Quebrada, stando attenti a non colpire le rocce o piantarsi sul fondo. Un pellicano commenta a gesti la riuscita del tuffo.
- Slalom skiing - Slalom speciale (Francia): un percorso a scorrimento verticale verso il basso.
- Log rolling - Logrolling (Canada): sfida tra due boscaioli in piedi su un tronco galleggiante, che cercano di far cadere l'altro ruotando il tronco con i piedi.
- Bull riding - Rodeo (Stati Uniti): si cavalcano tori di crescente aggressività, bisogna riuscire a restare in groppa per 8 secondi. Nell'allenamento un secondo giocatore può controllare il toro.
- Caber toss - Lancio del caber (Scozia): un atleta in kilt deve lanciare un lungo palo tenuto in equilibrio in verticale.
- Sumo wrestling - Sumo (Giappone): un picchiaduro uno contro uno con molte possibili mosse, l'avversario va atterrato o fatto uscire dal ring.

## Accoglienza
Le recensioni della stampa furono generalmente buone, in particolare Zzap! assegnò un giudizio del 98% e Videogiochi News un titolo di "gioco del mese" alla versione per Commodore 64.